# سيلفيو فوغل
سيلفيو فوغل (بالإسبانية: Silvio Fogel)‏ هو لاعب كرة قدم أرجنتيني، ولد في 8 يوليو 1949 في روساريو في الأرجنتين، وتوفي في 27 مارس 2016 في مدينة بويبلا في المكسيك بسبب نوبة قلبية. لعب مع روزاريو سنترال وكروز آزول ونادي بويبلا.